# Union européenne de taekwondo
L’Union européenne de taekwondo (en anglais : European Taekwondo Union, souvent abrégé à l'acronyme ETU), précédemment appelée World Taekwondo Europe (WTE) est l'organe directeur officiel régional, en Europe, de la Fédération mondiale de taekwondo. Elle comprend les fédérations nationales de taekwondo WT et de para-taekwondo de toutes les nations membres européennes et réglemente toutes les questions relatives au taekwondo dans le continent européen. L'actuel président de l'ETU est Sakis Pragalos, depuis 1999.
Lors de sa fondation le 2 mai 1976, cette organisation a regroupé les fédérations nationales de l'Allemagne de l'Ouest, de l'Autriche, de la Belgique, du Danemark, de l'Espagne, de la France, de la Grèce, de l'Italie, des Pays-Bas, du Portugal, du Royaume-Uni et de la Turquie. Le premier président de la WTE a été Antonio García de la Fuente. Les premiers championnats d'Europe organisés par la WTE se sont tenus à Barcelone les 22 et 23 mai 1976.
Après l'invasion de l'Ukraine par la Russie en 2022, la fédération mondiale a annoncé conjointement avec l'Union européenne de taekwondo qu'elles ne reconnaîtraient pas les événements de taekwondo organisés en Russie et en Biélorussie, et n'accueilleraient pas d'événements dans ces deux pays,.